# Conde de Cascais
Conde de Cascais é um título nobiliárquico criado por D. Carlos I de Portugal, por Decreto de data desconhecida de 1898, em favor de D. Manuel Domingos Xavier Francisco Eugénio Pio Teles da Gama.
Titulares
1. D. Manuel Domingos Xavier Francisco Eugénio Pio Teles da Gama, 1.º Conde de Cascais.

Após a Implantação da República Portuguesa, e com o fim do sistema nobiliárquico, usaram o título: 
1. D. Vasco Domingos Xavier Teles da Gama, 2.º Conde de Cascais;
2. D. Sebastião Xavier Teles da Gama, 3.º Conde de Cascais, 10.º Conde da Castanheira;
3. D. Vasco Xavier Teles da Gama, 4.º Conde de Cascais, 11.º Conde da Castanheira.